# 神宮寺 (三重県多気町)
神宮寺（じんぐうじ）は、三重県多気郡多気町にある真言宗山階派の寺院。山号は丹生山。女人高野山丹生山神宮寺成就院と号する。通称丹生大師。丹生神社の神宮寺である。高野山が女人禁制だったのに対し、女性も参詣ができたので「女人高野」とも呼ばれる。通称の丹生大師とは空海（弘法大師）のことである。

## 歴史
伝承によれば、この寺は宝亀5年（774年）光仁天皇の勅願により勤操によって開創された。勤操大徳は空海の兄弟子とされている僧である。伝説によると弘仁元年（810年）唐から帰国した空海は、諸国を巡拝し真言密教を広める聖地を丹生にすると決めた。ところが唐の国から投げた三鈷（さんこ）が高野山で発見されたため、高野山が真言宗の拠点となったという。空海が三鈷を力強く投げすぎたため、最初丹生に飛来したが跳ね返って高野山に届いたと伝えられている。弘仁4年（813年）、空海が諸堂の整備を行う。

## 祭事
毎月21日に例祭、4月と10月に大祭を行う。

## 境内

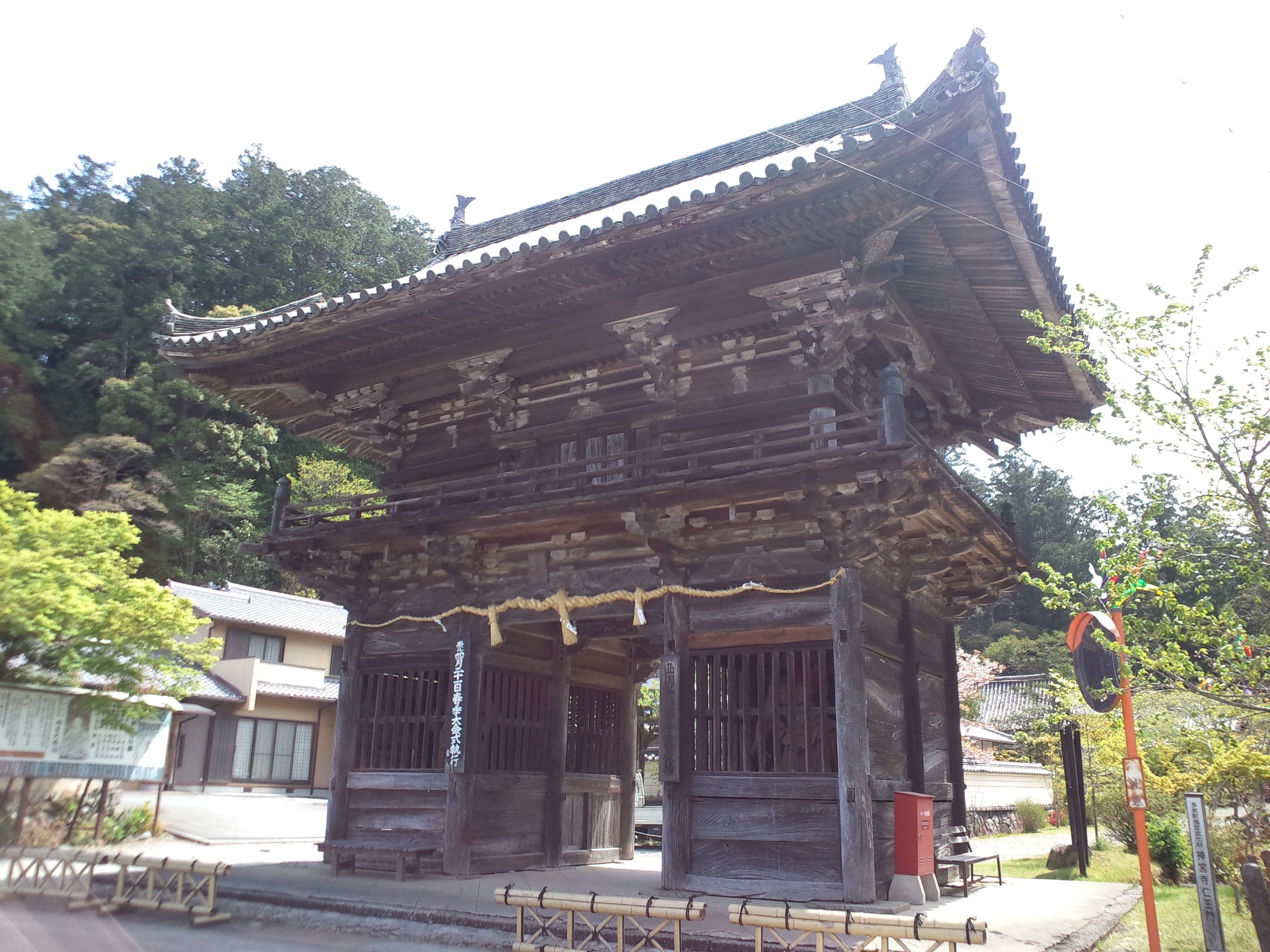
仁王門
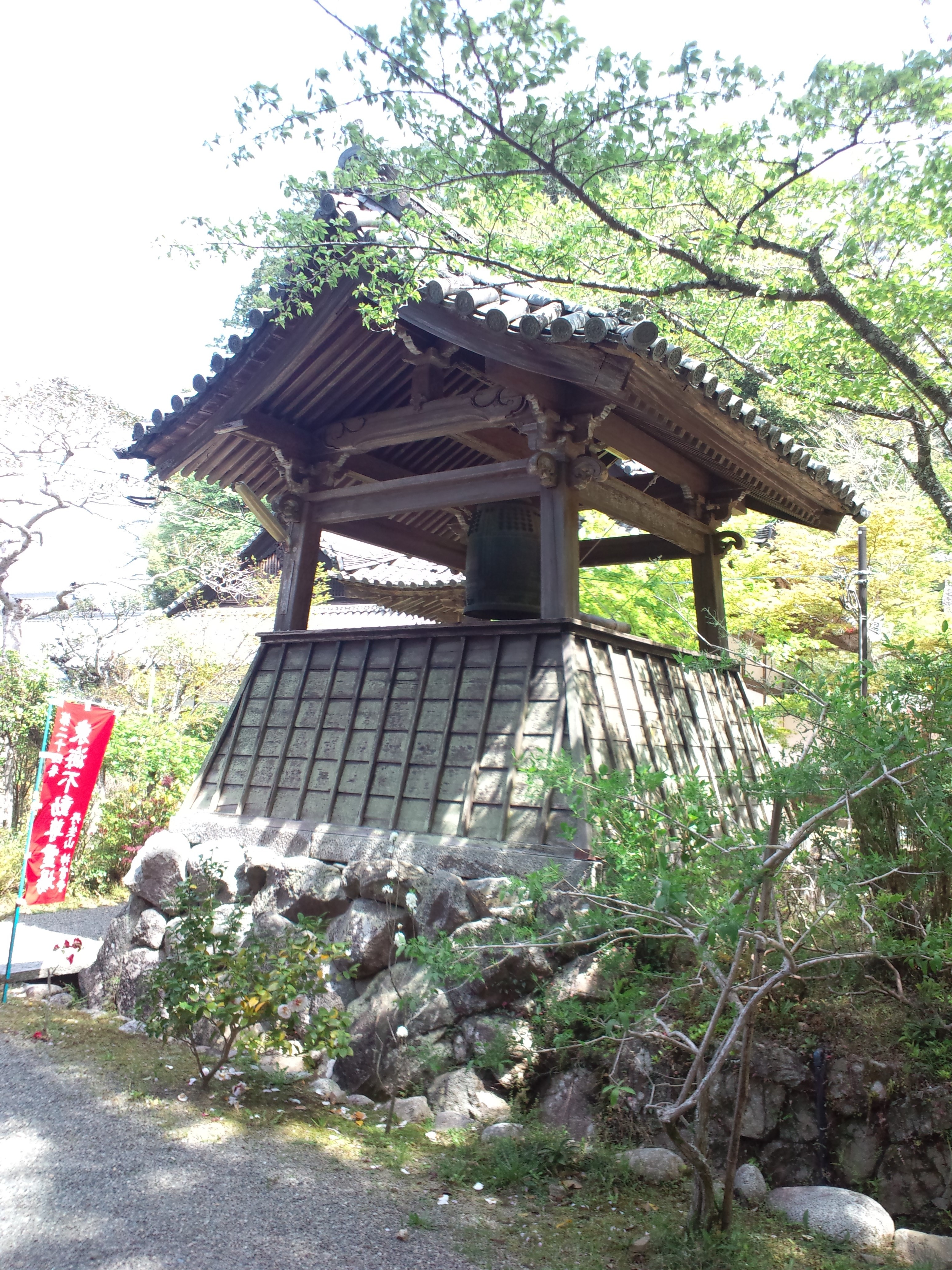
鐘楼
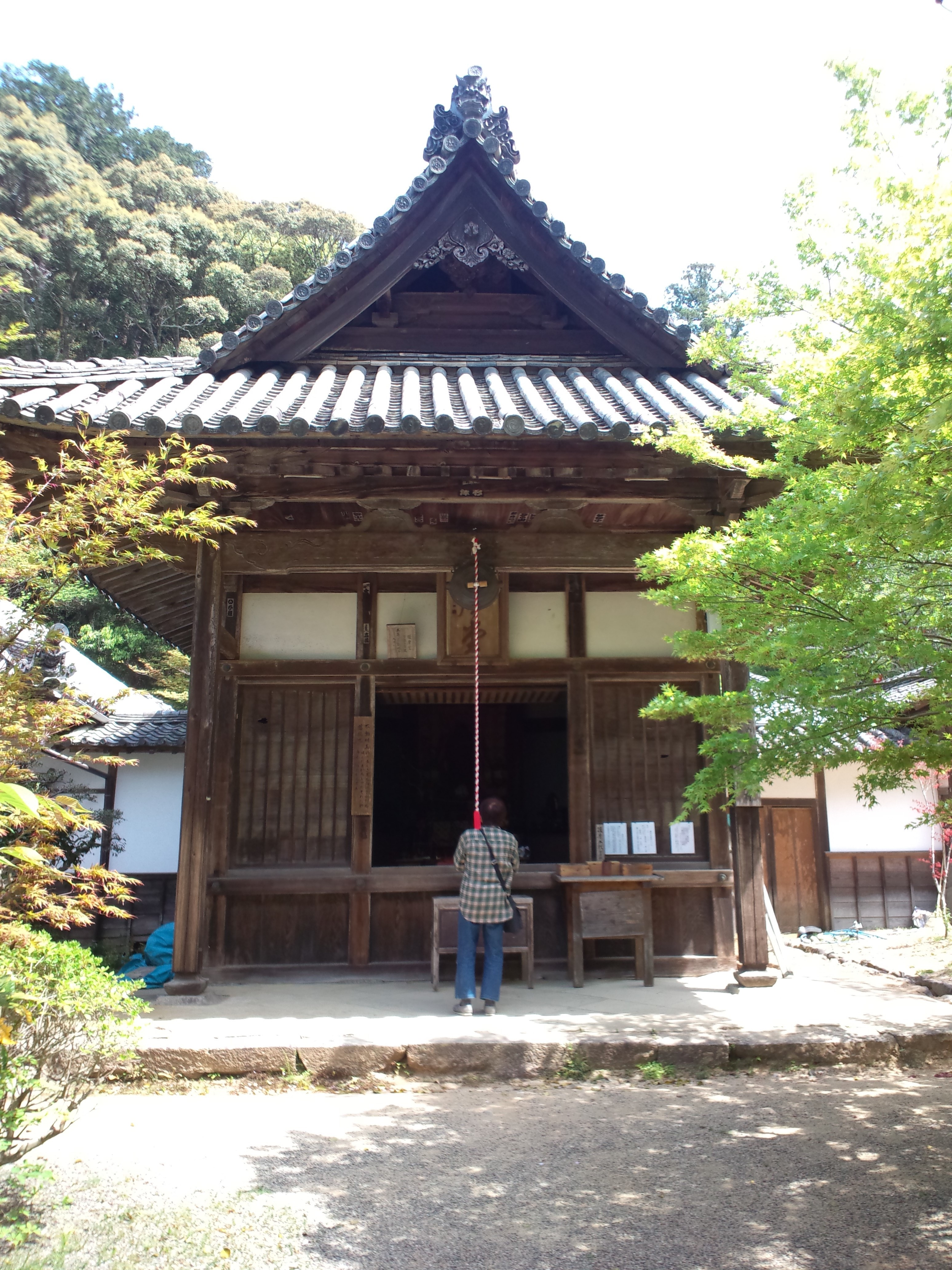
護摩堂
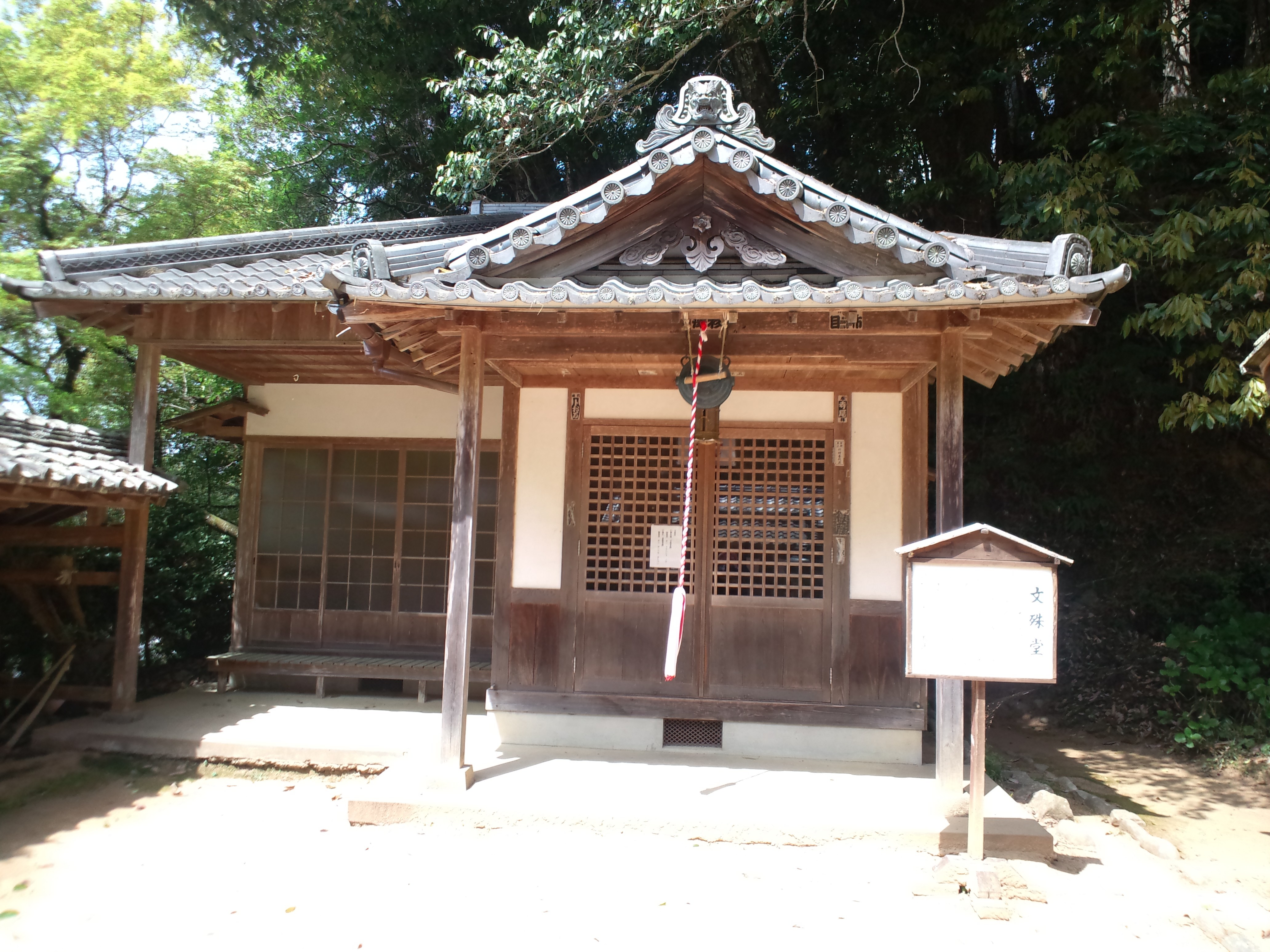
文殊堂
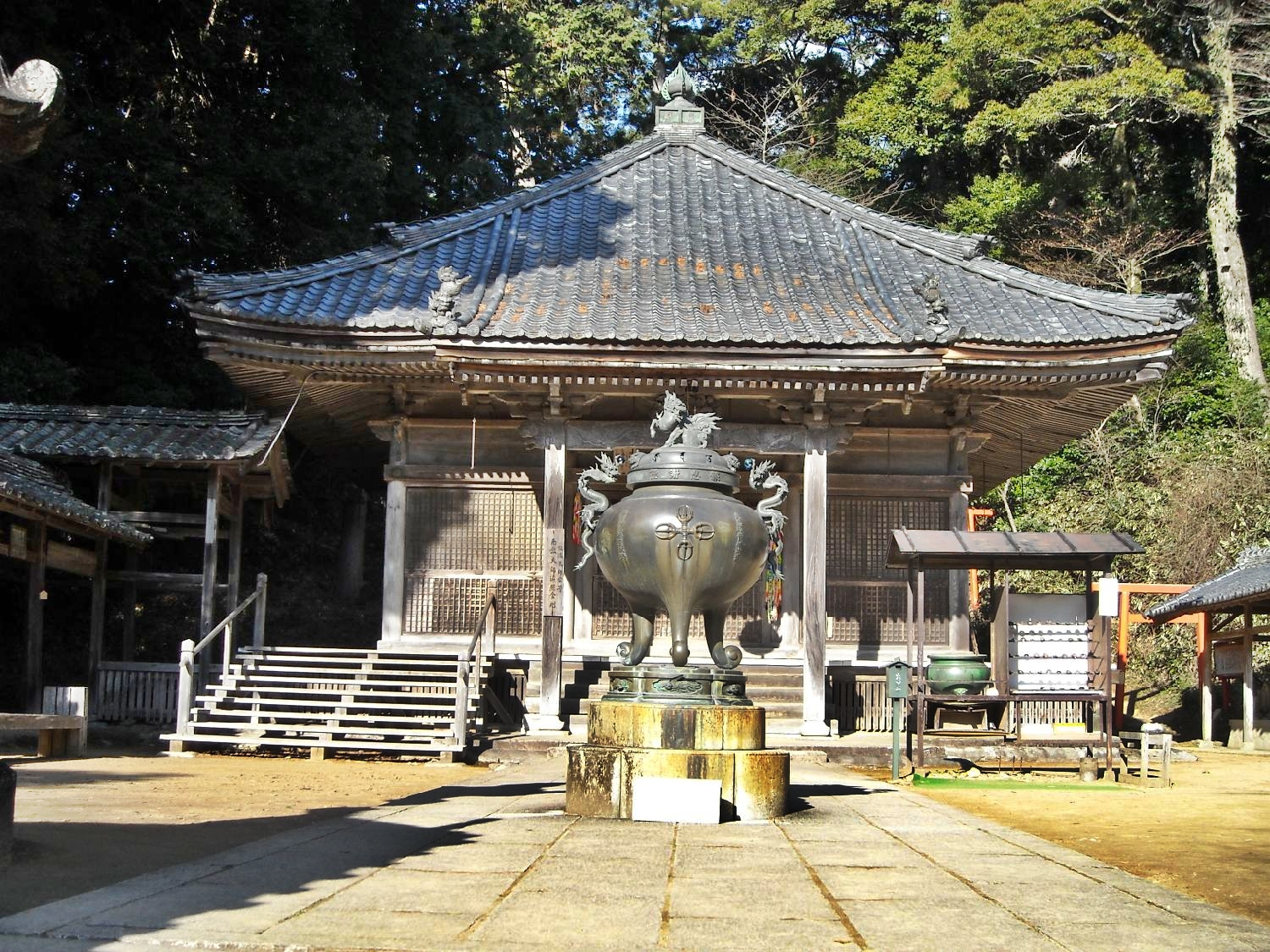
大師堂

## 文化財

### 町指定有形文化財[3]
- 仁王門
- 本堂
- 大師堂
- 護摩堂
- 客殿